# Мемнон (стратег)
Вижте пояснителната страница за други личности с името Мемнон.
Мемнон (на старогръцки: Μέμνων; Memnon; † след 326 г. пр. Хр.) е македонски генерал по времето на управлението на Александър Велики.
През 334 г. пр. Хр. Мемнон е назначен от Александър Велики за управител (стратег strategos) в Тракия, като наследник на Александър от Линкестида. През 331 г. пр. Хр. той се бунтува против регент Антипатър. Подчинява му се отново, след като Антипатър нахлува в Тракия с войска.  Мемнон е оставен първо на поста му, вероятно защото Антипатър трябва да се концентрира върху състоялото се по това време събиране на войските на Спартанците. Но през 327/326 г. пр. Хр. той е изпратен в Индия на река Хидаспес, където да заведе на войската на Александър Велики 5.000 тракийски конници и 25.000 оръжия, които били позлатени и посребрени от Харпал.
Негов приемник в Тракия е Зопирион.